# Audi 920
Audi 920 — це автомобіль вищого середнього класу із заднім приводом, який бренд Audi, що належить Auto Union AG, випустив наприкінці 1938 року як наступника передньопривідних моделей Audi Front (Typ UW) 220 та 225.

## Історія

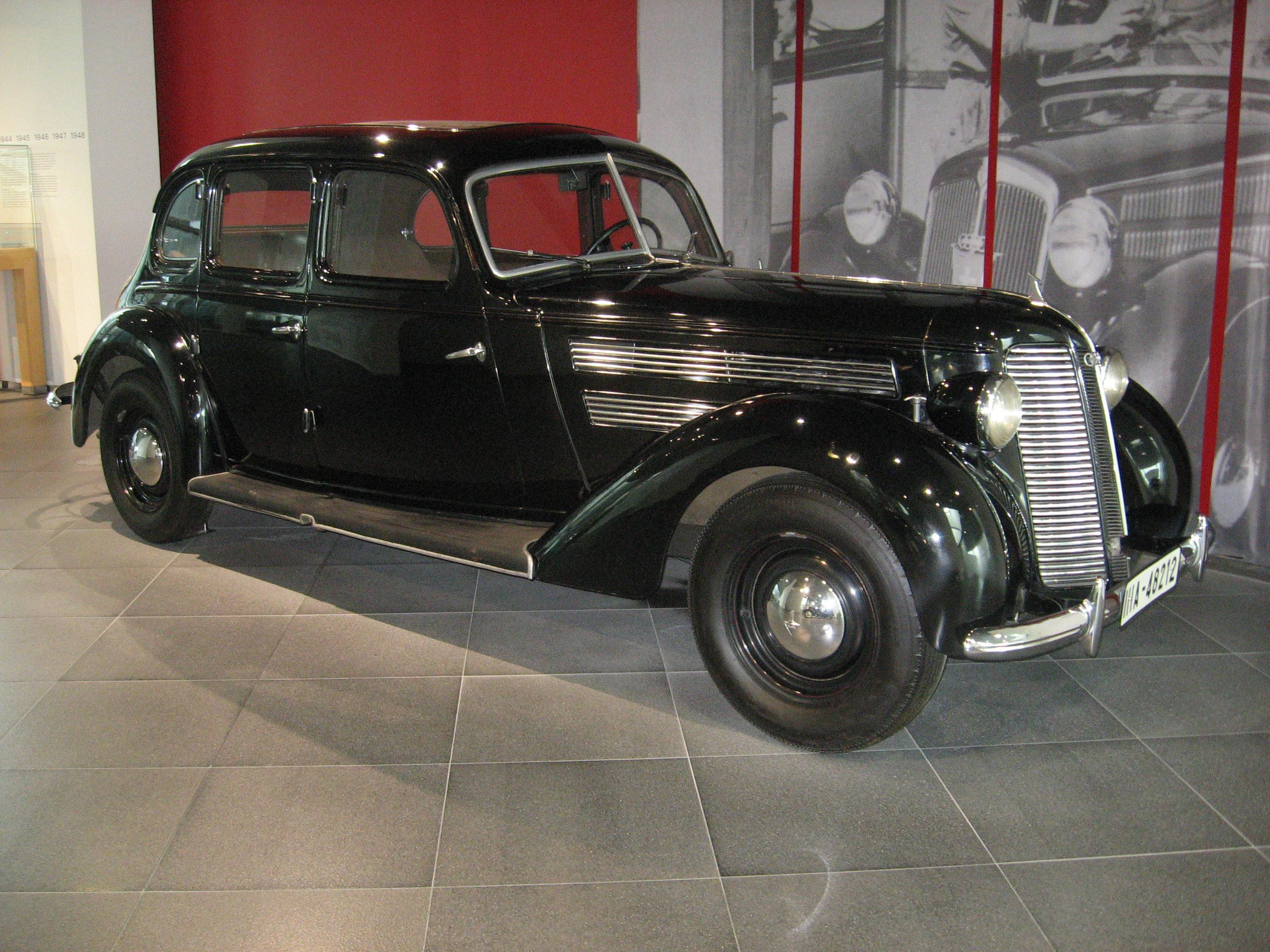
Audi 920-Limousine

Шасі та кузов були такими ж, як у Wanderer W23. Як і його попередника, завод Horch концерну Auto Unio у Цвікау виготовляв Audi 920. Загалом з грудня 1938 року до припинення виробництва через війну у квітні 1940 року з останньої довоєнної Audi було виготовлено 1281 автомобіль (включаючи 795 кабріолетів).

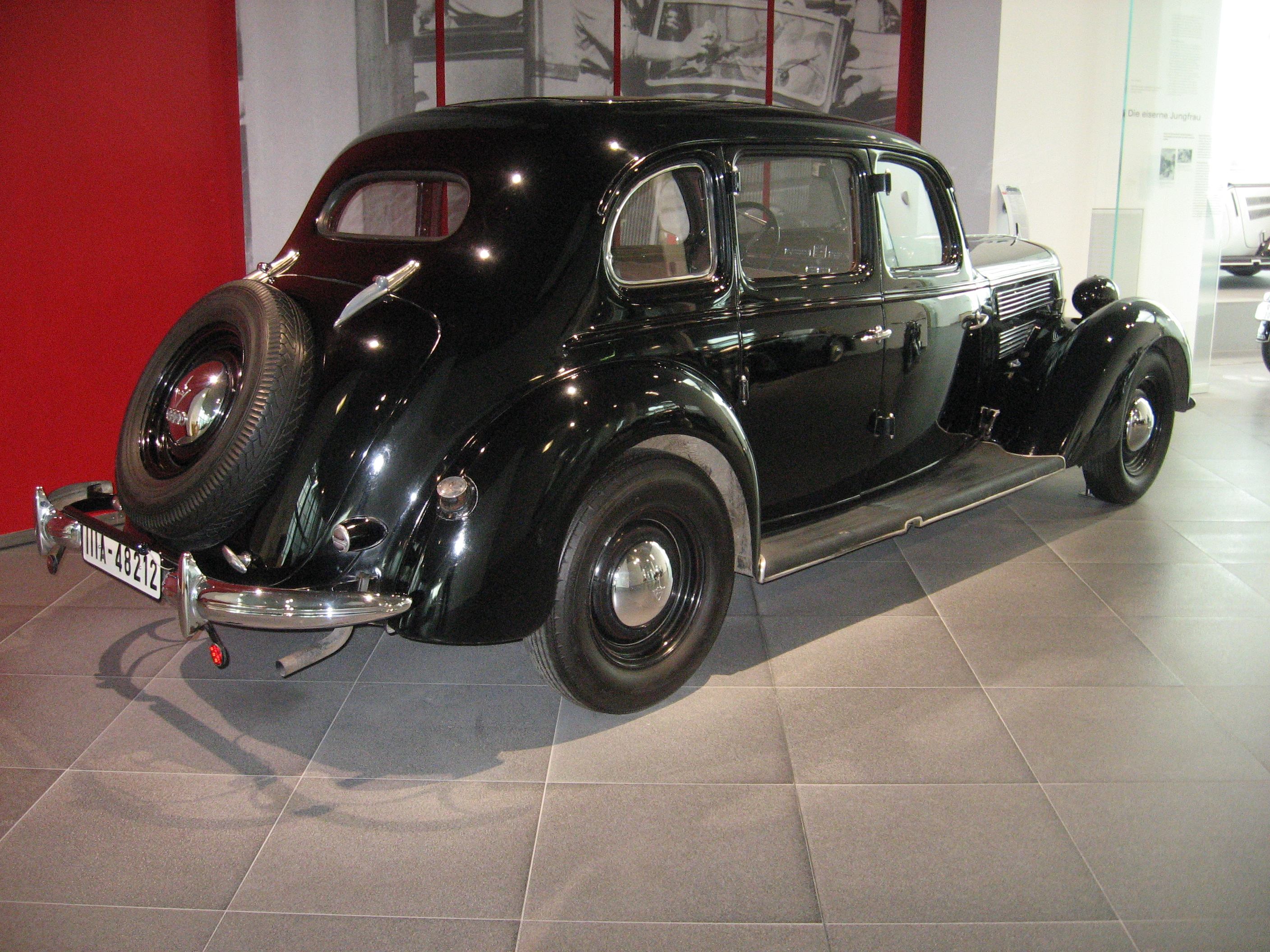

Шестициліндровий чотиритактний двигун робочим об'ємом 3,3 л і потужністю 75 к.с. (55.2 кВт) при 3000 об/хв був оснащений карбюратором Solex. Рядний двигун із верхнім розподільним валом, що приводиться в рух вертикальним валом, базувався на восьмициліндровому двигуні Horch 850. Спочатку автомобіль планувалося випустити як меншу модель Horch, але керівництво Auto Union вирішило розмістити його під брендом Audi між великою моделлю Horch і меншою моделлю Wanderer.
Автомобіль із коробчатою рамою має ножне гальмо з гідравлічним приводом («мастильне гальмо» від ATE, ліцензія Lockheed) і повністю синхронізовану чотириступінчасту коробку передач з важелем перемикання передач у центрі автомобіля. Передні колеса окремо підвішені на подвійних важелях, нижня тяга — поперечна листова ресора, верхня — амортизатор. Ззаду встановлена жорстка «плаваюча вісь». який керувався поздовжніми важелями керування та високо встановленою поперечною листовою ресорою. Audi 920 була доступна як 4-дверний седан (6 вікон) або 2-дверний кабріолет (4 вікна).